# Aurèlia Sabanés Durich
Aurèlia Sabanés Durich, (San Pedro, província de Buenos Aires, Argentina, 1902 - ?, 1974) fou una bibliotecària catalana.

## Biografia
L'Aurèlia Sabanés va néixer a la població de San Pedro de la província de Buenos Aires (Argentina) l'any 1902, de pares catalans. Es traslladà a Barcelona l'any 1910 a causa de la malaltia del seu pare. Estudià el batxillerat a l'Escola Francesa i posteriorment va cursar la carrera de mestra i estudis superiors de piano. L'any 1920 ingressà a l'Escola de Bibliotecàries, on es va graduar l'any 1923. En finalitzar els estudis va fer pràctiques a la biblioteca del castell d'Escornalbou.
Els anys 1924 i 1925, va començar com a bibliotecària a Figueres i se'n conserven els dietaris d'aquesta època digitalitzats. En aquesta època va participar de la vida cultural i festes de Figueres, en les que va conèixer Salvador Dalí. L'any 1929 es va casar amb Ramon Balagué, metge, i van tenir 4 filles. L'any 1940 van anar a viure a Esparreguera.
En ser les filles més grans, va sentir la necessitat d'exercir com a bibliotecària, va preparar-se de nou i es va presentar a les oposicions. Obtingué la plaça de bibliotecària a la Biblioteca Popular d'Esparreguera i en prengué possessió el 3 de març de 1953.
El primer any de viure a Esparreguera i veure la representació de La Passió, va quedar tan impressionada que la primera Festa del Llibre que va organitzar com a bibliotecària va estar dedicada a fer una exposició de les Passions representables, exposició que amb la col·laboració de documents de la Biblioteca Central (avui Biblioteca Nacional de Catalunya), de bibliòfils com Artur Sedó, Joan Rogent i notables esparreguerins, va tenir gran ressò. Aquest gran interès i l'abundant material de la col·lecció local de la Biblioteca van motivar-la a escriure el llibre La Passió d'Esparreguera publicat l'any 1957 per l'editorial Barcino.
L'any 1960 col·laborà activament en la formació de la Fundació Jaume Pasqual, entitat que es dedicava a la recerca i estudi i posterior difusió de la història local. Aquesta entitat estava presidida pel Sr. Orenci Valls, reconegut metge de la vila.
Finalment va impulsar i va intervenir activament en la creació de les biblioteques filials d'Abrera. La filial d'Abrera va esdevenir Biblioteca Popular l'any 1974.
Finalitzà la seva tasca com a bibliotecària el 7 de maig de 1972 a Esparreguera
Com a mestra va treballar a l'Escola del Mar- on també hi van estar escolaritzades les seves dues filles grans. Amant de la música, tocava el piano i organitzava concerts. Va morir el mes de gener de l'any 1974.

## Activitats
Aurèlia Sabanés en la seva labor com a bibliotecària, a banda de les tasques quotidianes, va impulsar gran quantitat d'activitats encaminades a enriquir la vida cultural de la vila. Cal dir que trobà sempre la bona col·laboració d'aquells a qui demanava ajut. Va organitzar:
- Conferències. Entre altres, de Carles Soldevila (15/12/1956), Josep Maria Corredor (16/05/1959), Maria Aurèlia Capmany (16/11/1961), Octavi Fullat (4/12/1967)
- Exposicions de ceràmica, de pintura, d'esmalts, de fotografia, dels artesans i artistes d'Esparreguera.
- Lectura i representacions de teatre en català. Destaquen Cigales i formigues, de Santiago Rusiñol (1956). Cal dir que la primera obra d'Anna Lizaran va ser representar Guida en l'obra Ton i Guida, a la biblioteca el 28 de maig del 1957.
- Concerts de piano, cant de Lieds, concerts de l'Orfeó Gorgonsana amb intèrprets locals...
- Excursions.
- Classes de català: cal remarcar que el curs 1971/72 s'impartien a la biblioteca 3 nivells de català: infantil, mitjà i per a castellanoparlants. L'Aurèlia també va impartir classes de català a Olesa.
- Actes socials[7]

## Publicacions
- La Passió d'Esparreguera publicada l'any 1957 per l'editorial Barcino en la col·lecció Biblioteca Folklòrica Barcino (vol. XIV).